# Stogursey Castle
Stogursey Castle är ett slott i Storbritannien.   Det ligger i grevskapet Somerset och riksdelen England, i den södra delen av landet, 210 km väster om huvudstaden London. Stogursey Castle ligger 34 meter över havet.
Terrängen runt Stogursey Castle är platt åt nordost, men åt sydväst är den kuperad. Havet är nära Stogursey Castle norrut. Runt Stogursey Castle är det ganska tätbefolkat, med 179 invånare per kvadratkilometer. Närmaste större samhälle är Bridgwater, 11,0 km sydost om Stogursey Castle. Trakten runt Stogursey Castle består till största delen av jordbruksmark.